# Journal of Near Eastern Studies
Le Journal of Near Eastern Studies (JNES) est une revue académique publiée par l'University of Chicago Press. La revue couvre les recherches sur les civilisations anciennes et médiévales du Proche-Orient, notamment en archéologie, art, histoire, littérature, linguistique, religion, droit et science.

## Histoire
La revue a été créée en 1884 par William Rainey Harper sous le titre Hebraica. En 1895, elle est rebaptisée American Journal of Semitic Languages and Literatures (Journal américain des langues et des littératures sémitiques), puis reçoit son nom actuel en 1942. Initialement publiée trimestriellement, la revue est depuis 2010 devenue semestrielle.